# Бекштайн, Гюнтер
Гю́нтер Бе́кштайн (нем. Günther Beckstein; род. 23 ноября 1943, Херсбрукк — немецкий политик, с 9 октября 2007 до 1 октября 2008 года был 17-м премьер-министром федеральной земли Бавария. В течение многих лет являлся одним из лидеров баварской партии Христианско-социальный союз (ХСС). Хорошо известен своими откровенными взглядами на закон и порядок.

## Образование и семья
В 1962 году, по окончании гимназии Вильштеттера в Нюрнберге, Гюнтер изучает юриспруденцию в Эрлангенском университете и Мюнхенском университете Людвига-Максимилиана. В университете Эрлангена, в 1975 году, он получает степень доктора философии с диссертационной работой по теме «Преступления совести в уголовном и уголовно-процессуальном праве». В период с 1971 по 1978 год работал адвокатом.
С 1973 года Бекштайн женат на Марге Бекштайн, учительнице. У них трое детей: Рут, Фрэнк и Мартин. Бекштайн и его жена — жители Нюрнберга-Лангвассера, пригорода Нюрнберга. Он протестант и активный член церкви.

## Политическая карьера
Бекштайн начал свою политическую карьеру в качестве окружного председателя Молодёжного союза Нюрнберг-Фюрт (1973—1978), а затем стал заместителем председателя районного объединения ХСС в Нюрнберге-Фюрт-Швабах. В 1991 году он вступил в должность председателя.
Депутат баварского парламента с 1974 года, поддерживающий ХСС. В 1987 году баллотировался в мэры своего родного города Нюрнберга, но проиграл выборы своему оппоненту Петеру Шёнлейну (СДПГ). С 1988 года был госсекретарём в министерстве внутренних дел Баварии. В 1993 году стал министром в этом же министерстве, сменив Эдмунда Штойбера. В 2001 году был избран заместителем премьер-министра Баварии.
На федеральных выборах Германии в 2005 году — Бекштайн выиграл место в Бундестаге, но отказался от него, предпочитая оставаться в государственной политике.
9 октября 2007 года Баварский ландтаг избрал Бекштайна новым премьер-министром Баварии, с результатами 122 из 178 поданных голосов.
Его повышение на пост премьер-министра Баварии было чем-то вроде новшества в государстве, поскольку он из Франконии — северной части Баварии, а так же протестант. Традиционно, хотя и не без исключений, баварские премьер-министры были из Альтбайерна, юга Баварии, и были католиками.
1 октября 2008 года подал в отставку с поста премьер-министра Баварии. Это было связано с неудачными для ХСС результатами выборов в ландтаг 28 сентября 2008 года, когда ХСС, впервые за 46 лет, потерял абсолютное большинство мест и, впервые за последние десятилетия, был вынужден начать переговоры о формировании коалиционного правительства в Баварии.
В середине октября 2008 года руководство ХСС решило, что кандидатом партии на пост премьер-министра Баварии вместо него станет Хорст Зеехофер, который в то время занимал пост вице-президента ХСС и одновременно являлся министром сельского хозяйства и защиты прав потребителей в правительстве Ангелы Меркель. После голосования в ландтаге, состоявшемся 27 октября 2008 года, Зеехофер стал новым премьер-министром Баварии, совместив этот пост с постом лидера партии ХСС.
В 2017 году Бекштайн был делегатом ХСС на заседании Федерального собрания Германии с целью избрания президента Германии.

## Взгляды
- Бекштайн — откровенный критик церкви саентологии[8].
- Он убеждённый сторонник Израиля и предупреждал в прошлом об опасности правого экстремизма и антисемитизма . За свои усилия, в июле 2006 года Бекштайн получил Иерусалимскую премию немецкой сионистской организации[9].
- Он неоднократно предупреждал об опасностях, исходящих от исламистских экстремистов в Германии, и просил предоставить органам государственной безопасности более широкие полномочия для борьбы с ними. За это его критиковали члены СДПГ и немецкие мусульмане[10].
- Являясь премьер-министром Баварии, Бекштайн принял окончательное решение по поводу того, можно ли издавать «Mein Kampf» Гитлера в Германии, поскольку именно Баварии принадлежат авторские права. Бекштайн запретил любую форму публикации книги в Германии, опасаясь, что она поспособствует развитию правого экстремизма[11].
- Бекштайн вызвал споры в преддверии Октоберфеста, заявив, что люди, которые выпивают не более двух литров пива в течение нескольких часов, пригодны для вождения транспортного средства.

## Другая деятельность
С 2011 года, является членом регионального консультативного совета по Баварии.